# 大清银行云南分行
大清银行云南分行，又称云南大清银行、云南大清分银行，大清银行于宣统元年（1909年）十二月成立的一家分行，是该银行的第21家分行，行址位于云南省会昆明三牌坊的云南府经历司署旧址（今为昆明市五华区正义路69号，属中国人民银行昆明中心支行）:54。

## 历史
光绪三十一年八月廿九日（1905年9月27日），大清户部银行在北京成立。光绪三十四年（1908年），户部银行改称“大清银行”。宣统元年（1909年）十二月，大清银行云南分行由度支部委派到云南的余子青在昆明成立，为该行的二十一家分行。云南分行成立后，曾在云南发行大清地钞，分银元券和银两券两类，均可兑现:54。